# بالماس آربوريا
بالماس آربوريا، (بالإنجليزية: Palmas Arborea)‏، هي بلدية، في مقاطعة أوريستانو، في المنطقة الإيطالية سردينيا، وتقع على بعد حوالي 80 كيلومترا (50 ميل) شمال غرب كالياري، وحوالي 6 كيلومترات (4 ميل) جنوب شرق أوريستانو. اعتبارا من 31 ديسمبر 2004، كان عدد سكانها 1,366 وتبلغ مساحتها 39.3 كيلومتر مربع (15.2 ميل مربع).

## السكان
في سنة 1861 بلغ عدد السكان 379 نسمة، وتطور العدد ليصل في سنة 2011 لـ 1٬482 نسمة.
يظهر هذا المخطط البياني تطور النمو السكاني لـ بالماس آربوريا